# Apollonios-Archiv
Das Apollonios-Archiv ist ein antikes Privatarchiv aus der römischen Kaiserzeit. Es umfasste rund 230 Texte in griechischer Sprache (Koine). Sie gelangten Anfang des 20. Jahrhunderts in 16 verschiedene Papyrussammlungen. Neben den Gießener Papyrussammlungen besitzt die Staats- und Universitätsbibliothek Bremen zahlreiche Papyri aus dem Apollonios-Archiv. Apollonios, der Empfänger der meisten Briefe, war ein hoher Zivilbeamter in Oberägypten. Er war an den Militäraktionen zur Niederschlagung des jüdischen Diasporaaufstands (115 bis 117 n. Chr.) beteiligt.

## Familienverhältnisse des Apollonios
Die Familie des Apollonios war über mehrere Generationen im Nomos Hermopolites ansässig, wo sie Landbesitz hatte.
Apollonios war etwa 113–120 Stratege in Heptakomia (Kom Esfaht), dem Hauptort des ägyptischen Nomos Apollonopolites. Er war damit ein hoher Beamter der kaiserzeitlichen Zivilverwaltung. Ihm unterstanden die Verwaltung, das Finanzwesen und die Polizei des Nomos. Der Verwaltungsbezirk Apollonopolites Heptakomias wurde in der frühen Kaiserzeit anstelle eines älteren Nomos Aphroditopolites gegründet und bestand bis in die byzantinische Zeit. Der Hauptort Heptakomia war in der Ptolemäerzeit aus der Zusammenlegung von fünf Dörfern entstanden. Aus den Dokumenten des Archivs geht hervor, dass Heptakomia in der Amtszeit des Apollonios etwa 6000 bis 8000 meist ägyptische Einwohner hatte.
Apollonios war mit Aline verheiratet; die ältere Forschung nahm eine Geschwisterehe an, dies gilt aber als widerlegt. Sie hatten mehrere Kinder, von denen die Töchter Heraidous und Eudaimonis namentlich bekannt sind. Die meisten Briefe des Archivs stammen von Eudaimonis, der Mutter des Apollonios. Während dieser als Stratege in Heptakomia tätig war, verwaltete sie mit ihrer Schwiegertochter Aline das Landgut der Familie.
Nach dem Ende seiner Amtszeit scheint Apollonios mit dem Archiv nach Hermopolis, den etwa 150 km nilabwärts gelegenen Hauptort des Nomos Hermopolites, gezogen zu sein.

## Jüdischer Diasporaaufstand
Das Apollonios-Archiv ist eine wichtige Quelle für den jüdischen Diasporaaufstand, der in der Kyrenaika begann, als Kaiser Trajan zum Krieg gegen die Parther aufbrach. Die Unruhen erfassten Ägypten in nord-südlicher Richtung. So schrieb Eudaimonis Ende Juni 115, dass die Situation in Hermopolis angespannt sei. Im August verbrachte Apollonios dort gemeinsam mit seiner Familie das Neujahrsfest, musste aber plötzlich aufbrechen. Vermutlich erforderten seine Amtspflichten als Stratege seine Reise nilabwärts. Ein unvollständiger Brief vom Dezember 115 dokumentiert, dass die Aufständischen Erfolge erzielten. Gegen sie wurde die ägyptische Dorfbevölkerung aufgeboten. Aber bei Kämpfen in der Umgebung von Heptakomia erlitten diese eine schwere Niederlage; viele Ägypter starben. Marcus Rutilius Lupus, der Präfekt von Ägypten, rückte in Richtung auf Memphis vor. Auch Apollonios nahm mit einem Kontingent an den Kämpfen bei Memphis teil, die für die Römer erfolgreich verliefen. Dass er, ein Zivilbeamter, hier militärische Aufgaben wahrnahm, spricht für eine Notlage.
Ende 117 reichte Apollonios beim Statthalter Quintus Rammius Martialis einen Urlaubsantrag ein, um sich persönlich um den Wiederaufbau seiner kriegszerstörten Ländereien kümmern zu können. Weitere Papyri handeln von Bauarbeiten, die auf diesen Gütern im Nomos Hermopolites durchgeführt wurden. Herodes, der im Auftrag des Apollonios Bauarbeiten auf dem Landgut durchführen ließ, bat um die Erlaubnis, mit dem Schiff nach Alexandria fahren zu dürfen. Eine Reise auf dem Landweg sei nämlich unmöglich „wegen der Verwüstung der Gegenden.“